# Holten (Oberhausen)
Die ehemalige Stadt Holten ist ein Stadtteil von Oberhausen, der im Nordwesten des Stadtbezirks Sterkrade liegt und Ende 2012 5.520 Einwohner auf einer Fläche von 3,43 km² zählte. Er grenzt im Norden Dinslaken-Hiesfeld und Barmingholten, im Osten an Schmachtendorf und die Weierheide, im Süden an Duisburg-Röttgersbach und Biefang und im Westen an Duisburg-Wehofen.

## Geschichte

### Politische Geschichte

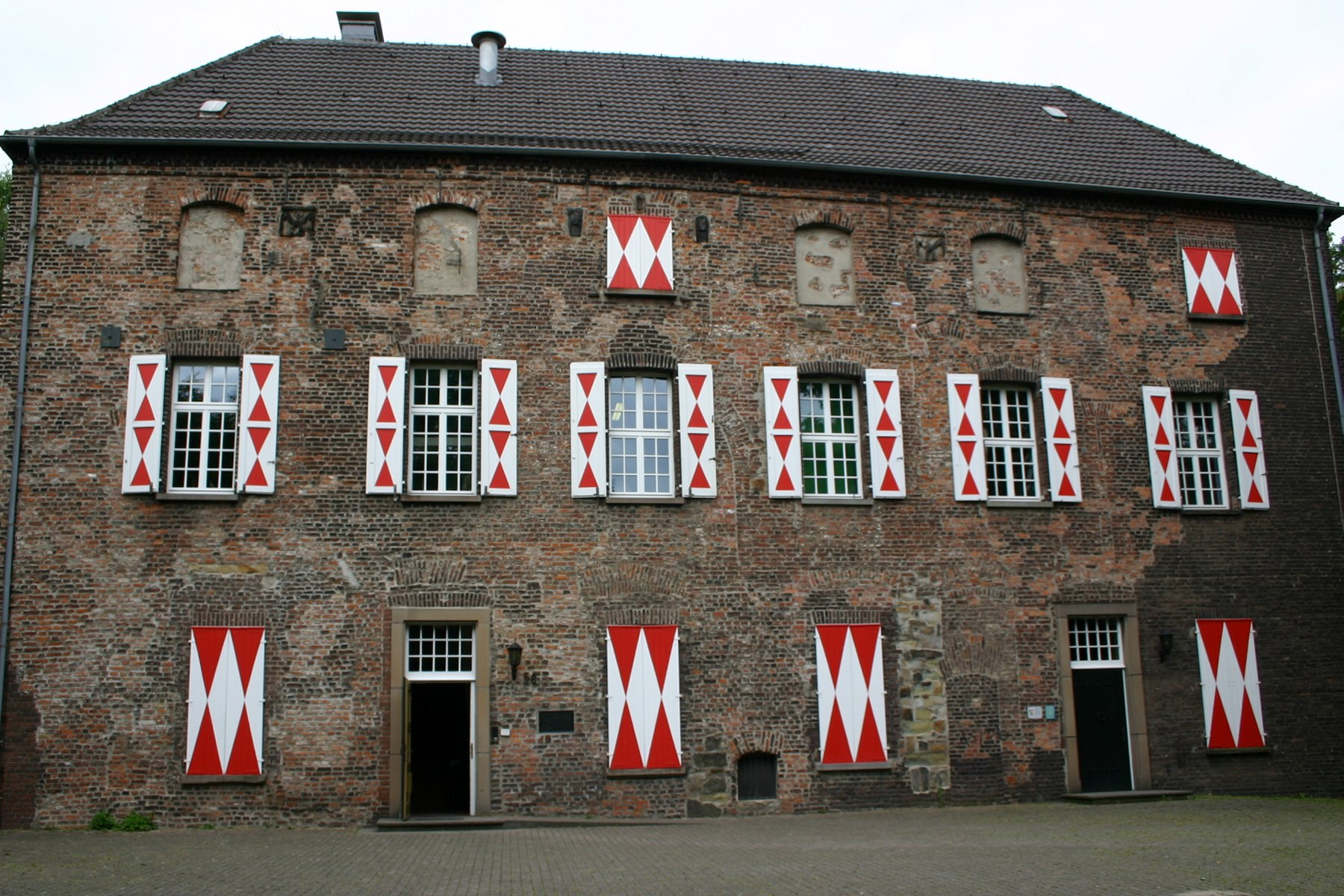
Kastell Holten

Die bereits im 11. Jahrhundert bestehende Wasserburg der Herren von Holte gilt „als Keimzelle des Städtchens“. Als erster Burgherr ist Everwin(us) von Holte(n) namentlich überliefert, der zwischen 1151 und 1184 in verschiedenen Urkunden erwähnt ist. Seine bekannteste Nachfahrin ist die Edelherrin Mechthild von Holte, die unter anderem den Aufbau des benachbarten Zisterzienserinnen-Klosters in Sterkrade durch Übertragung des Kirchenpatronats und verschiedene Schenkungen begünstigte. Nach ihr ist die heutige Mechthildisstraße im alten Holtener Ortskern benannt. Als ihre gleichnamige Enkelin 1298 Engelbert II. von der Mark heiratete, fiel Holten mit seinem Umland an die Grafschaft Mark. Um das am Rande seines Herrschaftsbereichs gelegene Territorium gegen die angrenzende Grafschaft Kleve zu sichern, die das benachbarte Dinslaken kurz zuvor befestigt und zur Stadt erhoben hatte, ließ Engelbert im Jahr 1307 die alte Burg zum Kastell Holten ausbauen. 1310 erhielt der nunmehr befestigte und mit einer Stadtmauer versehene Ort Holten die Markt- und Stadtrechte. 1319 bewirkte Engelbert die kirchliche Unabhängigkeit Holtens von Walsum und beförderte die Gründung einer eigenen Gemeinde und den Bau einer Kirche. 
Als wenige Generationen später die Grafschaften Mark und Kleve im Herzogtum Kleve vereinigt wurden, büßte Holten seine strategische Bedeutung ein und fristete mehrere Jahrhunderte lang ein karges Dasein in einer weitgehend unwegsamen und unwirtlichen Umgebung. Die seit dem 17. Jahrhundert zu Brandenburg-Preußen gehörige Stadt verfügte zu keiner Zeit über mehr als 150 Häuser. Die allmählich verfallenden Befestigungsanlagen wurden 1780 geschleift.
Unter der napoléonischen Fremdherrschaft verlor Holten das Stadtrecht, wurde aber zur Mairie ernannt. Nach der Wiedereingliederung in den preußischen Staatsverband wurde dies durch die Einrichtung einer Bürgermeisterei bestätigt. Die eigentliche Gemeinde Holten trug, obwohl sie kein Stadtrecht mehr besaß, im 19. Jahrhundert den amtlichen Namen Stadt und Feldmark Holten. Daneben gehörten die vier Gemeinden Amt Holten, Sterkrade, Hamborn und Beeck zur Bürgermeisterei Holten, die damit weite Teile der heutigen Städte Duisburg und Oberhausen umfasste und im Duisburger Norden über Laar und Marxloh bis an den Rhein reichte; das gesamte Gebilde hatte 1810 allerdings nur 3622 Einwohner.
In Zusammenhang mit der durch den Aufbau der Industrie an Rhein und Ruhr teilweise rasanten Bevölkerungsentwicklung im 19. Jahrhundert kam es zu zahlreichen Verwaltungsneugliederungen. Die zunächst zum Kreis Dinslaken gehörige Bürgermeisterei Holten gehörte von 1823 bis 1874 zum Kreis Duisburg und von 1874 bis 1887 zum Kreis Mülheim an der Ruhr. 1885 kam es zur Auflösung der Bürgermeisterei Holten, die auf die beiden neuen Bürgermeistereien Beeck und Sterkrade aufgeteilt wurde. Die beiden Landgemeinden Stadt und Feldmark Holten sowie Amt Holten gehörten nun zur Bürgermeisterei Sterkrade im Kreis Ruhrort.
Am 1. April 1908 wurden die beiden Gemeinden Stadt und Feldmark Holten und Amt Holten zur Gemeinde Holten zusammengeschlossen. Als am 1. April 1913 Sterkrade das Stadtrecht erhielt, wurde Holten kurzzeitig wieder eine eigene Bürgermeisterei. Bereits 1917 wurde Holten aber in die Stadt Sterkrade eingemeindet, wobei im Westen rund 230 ha mit etwa 900 Einwohnern an Hamborn fielen. 1929 kam Holten im Zuge der kommunalen Neuordnung mit Sterkrade in die neu gebildete Großstadt Oberhausen.

### Wappen und Banner

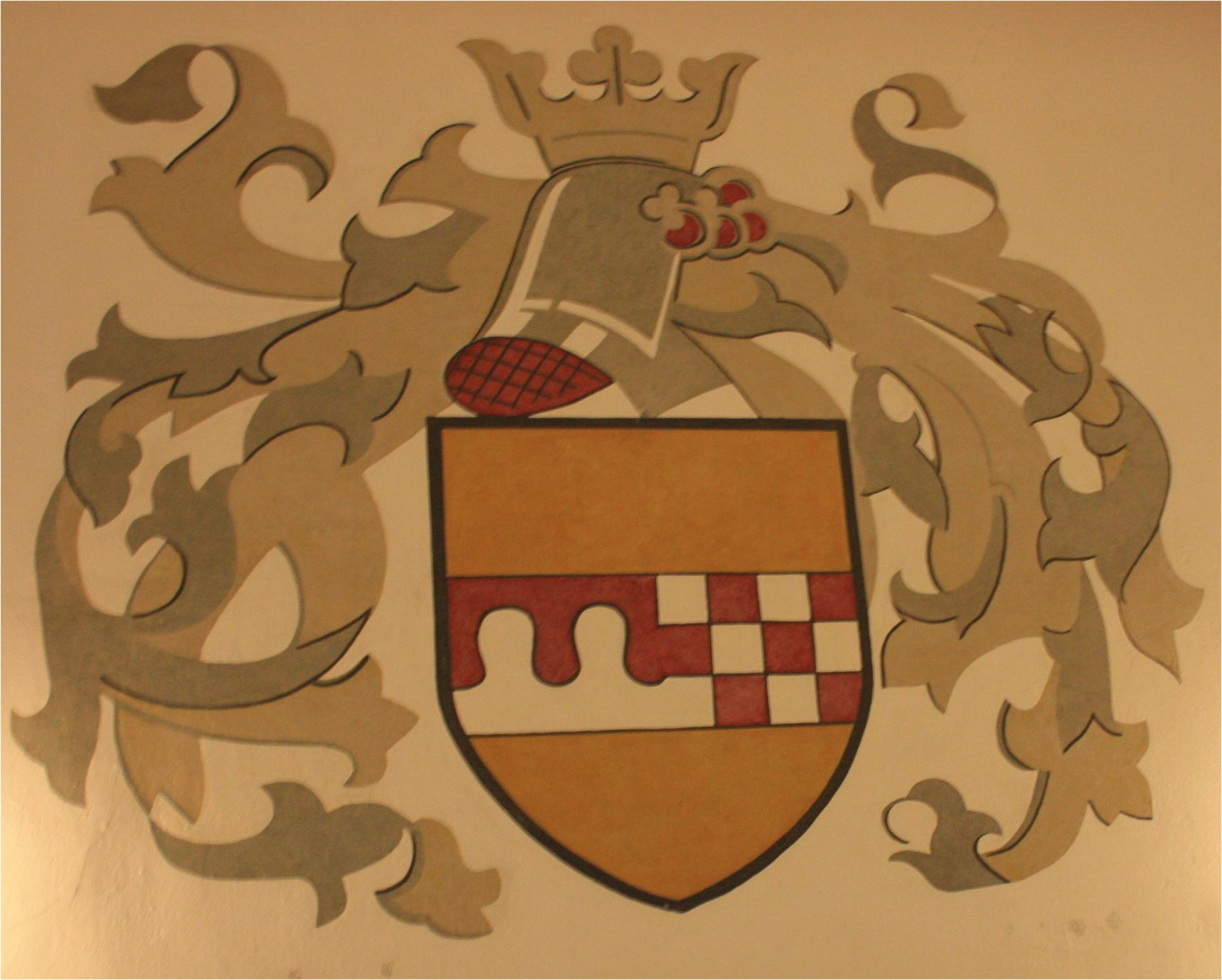
Holtener Wappen im Festsaal Kastell Holten

Blasonierung: „In Gold (Gelb), geteilt durch einen gespaltenen Balken; vorn ein rot-silberner (weißer) Wolkenschnitt (oder -feh) und hinten in drei Reihen je dreifach geteilt in Silber (Weiß) und Rot geschacht.“ 
Das Wappen entstammt einem alten Stadtsiegel aus dem 13. Jahrhundert. Es vereint die Symbole der Mechtild von Holte(n) (Wolkenfeh) und Engelbert II. von der Mark (Schachbalken).
Die ehemalige Stadt Holten führte ein Banner Rot-Weiß (Silber)-Rot im Verhältnis 2:5:2, längsgestreift mit dem beschriebenen Wappenschild in der Mitte.

### Kirchengeschichte
Die Kirchengemeinde Holten entstand im Jahr 1319 durch die Loslösung von Walsum und der dortigen, dem Johanniter-Orden unterstellten Pfarrkirche; bald darauf kam es zum Bau einer eigenen Kirche, die bis zu ihrer Zerstörung im Jahr 1944 genutzt wurde.
In der zweiten Hälfte des 16. Jahrhunderts wechselte Holten mehrheitlich ins Lager der Reformation, was verschiedene geistliche und weltliche Obrigkeiten durch Sanktionen rückgängig zu machen versuchten; unter anderem wurde die Stadt 1586 und 1598 von spanischen Truppen besetzt. Nachdem Holten 1609 in brandenburgischen Besitz gekommen war, gab es keine Hindernisse mehr für den offiziellen Anschluss an das reformierte Lager. 
Während der nachfolgenden Jahrzehnte gab es nur vereinzelte katholische Familien in Holten; erst 1782 kam es zur Neugründung der katholischen Gemeinde und ein Jahr darauf zur Errichtung einer eigenen Kirche, die 1875 durch die heutige ersetzt wurde.
An die kleine jüdische Gemeinde Holtens erinnert der 1714 angelegte und 1933 geschlossene Friedhof an der Vennstraße. Die 1858 fertiggestellte Synagoge wurde angesichts der schrumpfenden Gemeinde von 1927 bis 1936 nur noch als Bethaus genutzt und anschließend zu einer Wohnung umgebaut.
Die evangelische Gemeinde Holten, die bis an die Grenze der Provinz Westfalen reichte, musste im 19. Jahrhundert mehrere Abpfarrungen hinnehmen, da zahlreiche umliegende Ortschaften rascher anwuchsen und nach kirchlicher Eigenständigkeit strebten. 1847 trennte sich die Evangelische Kirchengemeinde Sterkrade von Holten, 1868 die Gemeinde Königshardt, 1892 Hamborn, 1905 Buschhausen und schließlich 1913 Aldenrade. Die im Zweiten Weltkrieg durch Bombenangriffe schwer beschädigte Kirche wurde 1956/57 unter Einbeziehung noch intakten Mauerwerks und der alten Fundamente wieder aufgebaut. 
Die verbliebene Kerngemeinde Holten, deren Bezirk Eickelkamp sich als letztes Relikt ihrer einstigen Ausdehnung noch auf Duisburger Stadtgebiet befindet, hat sich zum 1. Januar 2010 mit der aus ihr hervorgegangenen Sterkrader Gemeinde zur Evangelischen Kirchengemeinde Holten-Sterkrade zusammengeschlossen.

### Wirtschaftsgeschichte
Hauptlebensgrundlage der Bewohner war bis ins 19. Jahrhundert die Landwirtschaft, wobei die umgebende Bruchlandschaft der Viehzucht zuträglicher war als dem Ackerbau. In der Neuzeit spielte vorübergehend die Weberei eine Rolle mit einem Höhepunkt im 18. Jahrhundert. Die anschließend aufkommende Montanindustrie beließ Holten lange Zeit eher in einer Randlage. Auch die in den 1850er Jahren angelegte Bahnstrecke Oberhausen–Arnhem führte unter Umgehung des Bruchs an Holten vorbei, und der 1886 eingeweihte Bahnhof Holten liegt etwa zwei Kilometer östlich vom Ortskern bereits in Schmachtendorf.
1909 entstand im Holtener Bruch, das inzwischen durch die Kanalisierung der Emscher weitgehend trockengelegt worden war, einer der ersten deutschen Flugplätze, der Flugplatz Holten. Es blieb bis 1927 jedoch bei vereinsmäßiger Fliegerei, Flugschauen und Übungsflügen; Verlauf und Ausgang des Ersten Weltkriegs verhinderten die Realisierung eines Flughafenprojekts. 
Stattdessen wurde auf diesem Gelände 1928 die Ruhrchemie angesiedelt, die heute unter dem Namen Oxea firmiert. In den 1930er Jahren wurde in der Chemie vor dem Hintergrund der Autarkiebestrebungen des Dritten Reichs an der großtechnischen Umsetzung der Fischer-Tropsch-Synthese gearbeitet. Nach 1945 kam es zum Verbot der Produktion synthetischer Treibstoffe durch die Alliierten und zur Demontage der entsprechenden Anlagen.
Der 1895 erstmals und erneut 1904 abgeteufte Schacht Hugo hat bereits 1931 die Förderung wieder eingestellt und ist aus dem Stadtbild verschwunden.
Holten hat durch eine eigene Anschlussstelle (11) Verbindung zur Autobahn A3; sie befindet sich allerdings in Biefang. In jüngerer Zeit kam es im ehemaligen Brachgelände Waldteich in der Nähe der Ruhrchemie zur Ansiedlung mehrerer Logistikbetriebe, unter anderem hat die Firma Lekkerland hier ein Logistikzentrum eingerichtet.